# Bornholmsgraniter
Bornholmsgraniter är ett samlingsnamn för granit som bryts på olika platser på Bornholm i Danmark. 
Merparten av berggrunden på Bornholm är granit. Denna är upp till omkring 1,7 miljarder år gammal. I den sydöstra delen finns den betydligt yngre sandstenen, av vilken det har brutits nexösandsten och den hårdare hardebergasandstenen, på Bornholm också kallad balkasandsten.
Bornholm är den enda delen av Danmark med brytning av granit.
Under 1900-talet har brytning av sten på Bornholm skett av framför allt av företaget De Forenede Granitbrud. 

## Rønnegranit

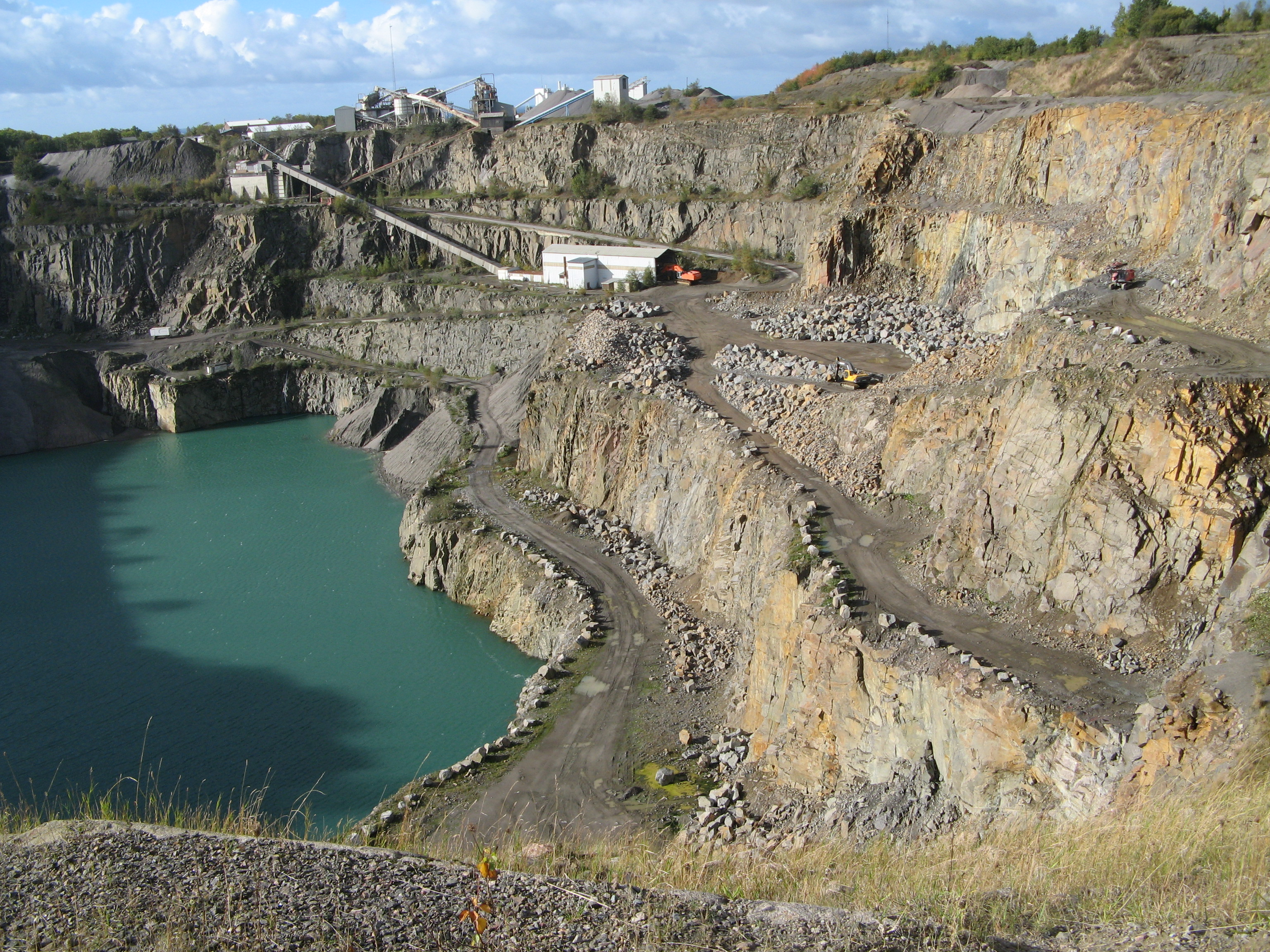
Rønnegranit bryts i Klippeløkkens granitbrott vid Knudsker

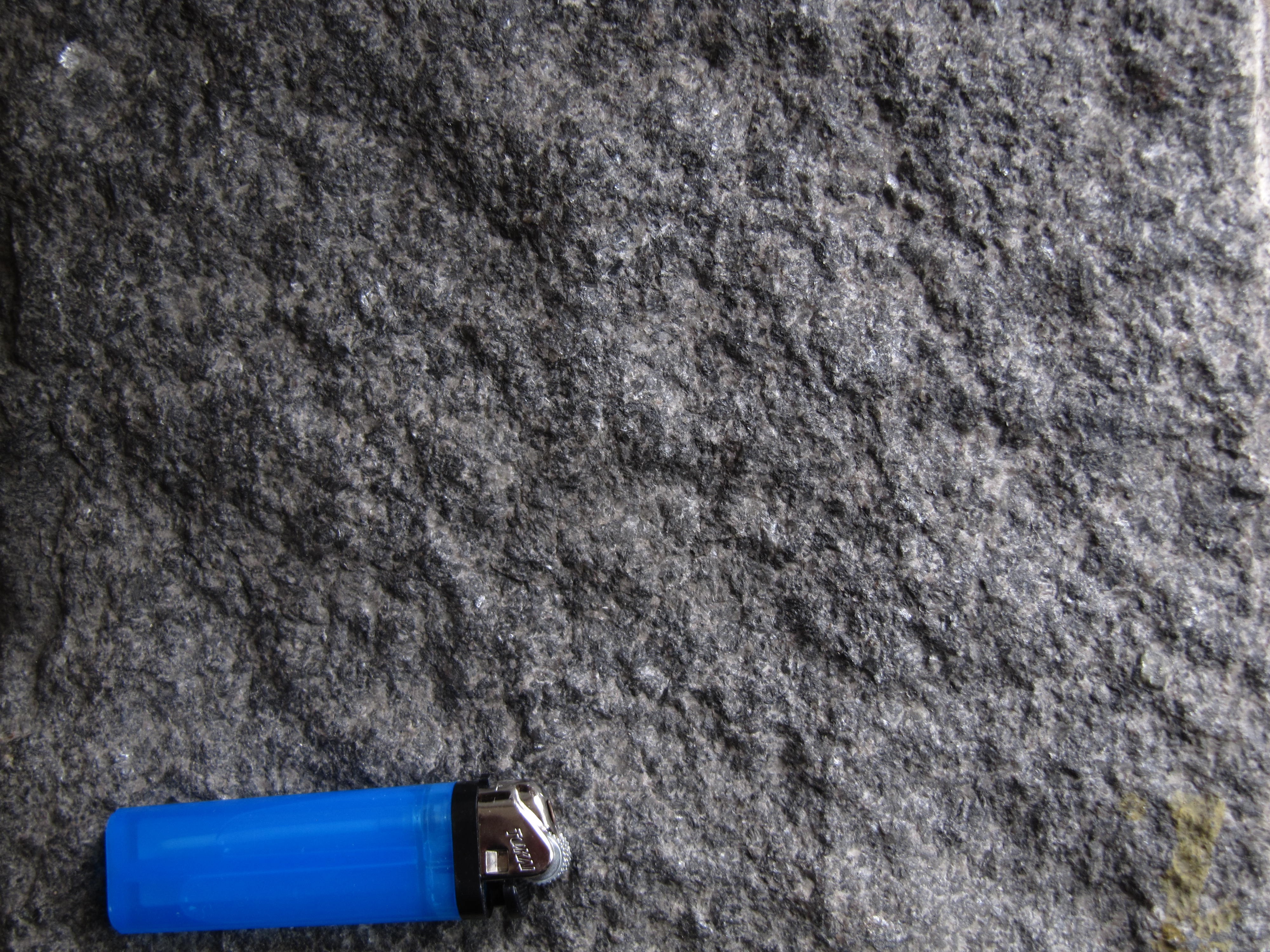
Huggen rønnegranit

Rönnegranit är en mörk, blåaktig homogen granit som innehåller mindre av mörka mineraler än övriga graniter på Bornholm. Den är en hård granit. Graniten finns på två ställen mellan Rønne och Aakirkeby. 
Rønnegranit bröts tidigare i tre stora stenbrott vid Lobbæk, Stubbeløkken och Klippeløkken. Idag drivs endast Klippeløkkens stenbrott två kilometer nordost om Rönne, som började brytas 1821. Graniten har använts till fasadbeklädnad på Christiansborg och Prins Jørgens Gård på Slotsholmen i Köpenhamn. Polerad rønnegranit har använts till Museum Kunstpalast i Düsseldorf i Tyskland.

## Hammergranit

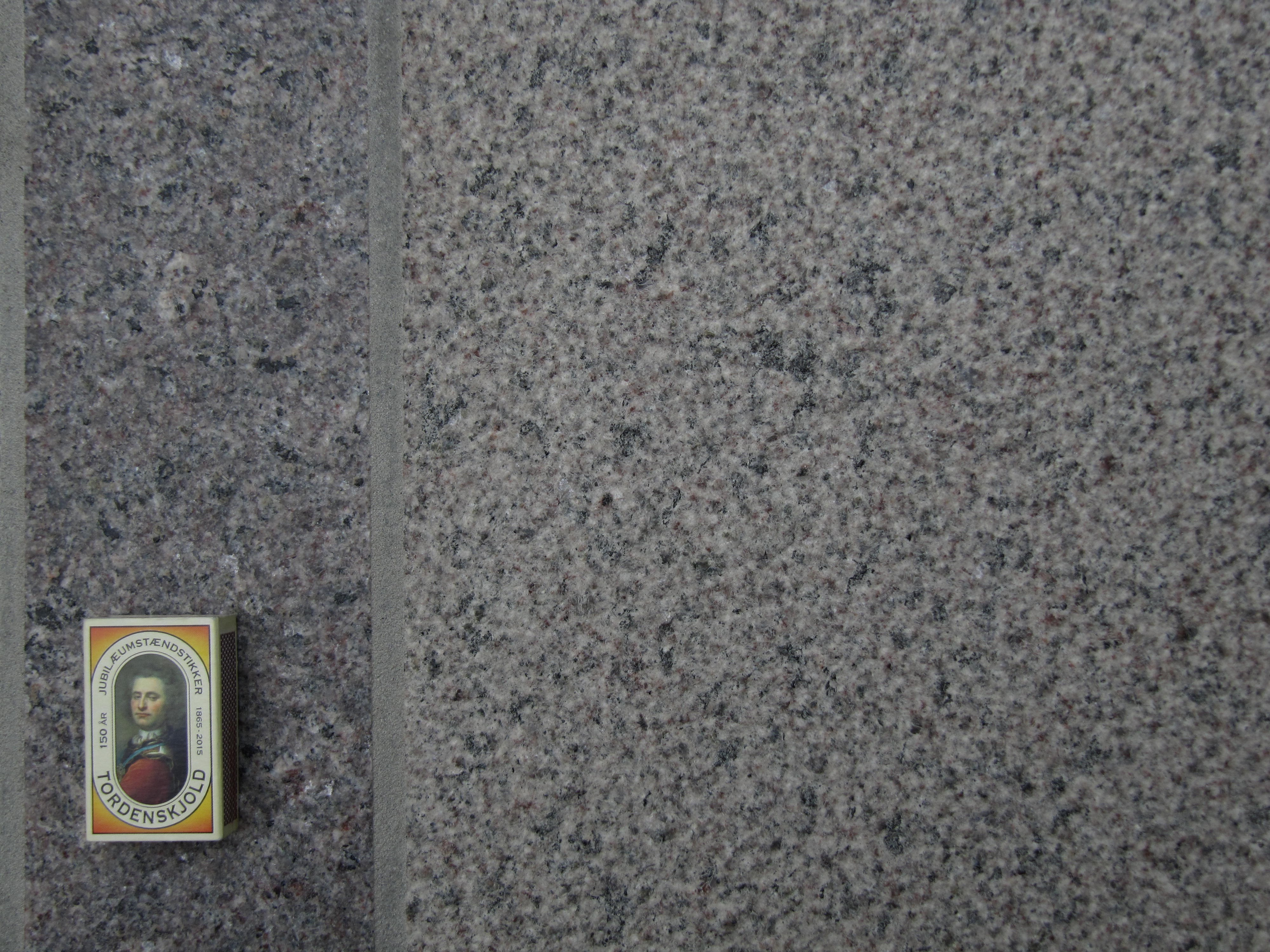
Hammergranit på Bornholms Kunstmuseum

Hammergranit är en ljus, rödgrå granit som karaktäriseras av små mörkröda korn av järnhaltiga mineraler. Den finns i ett område nära Bornholms nordända.
Hammergranit från Moseløkkens stenbrott har bland annat använts till Nationalmuseets balkong mot Stormgade i Köpenhamn, Frederik IX av Danmarks grav vid Roskilde Domkirke och bron vid Amaliehaven.

## Almindinggranit
Almindinggranit påminner om hammargranit, men är ofta strimmig. Den finns i ett område mitt på ön omkring Almindingen, Årsballe och Vester Marie.

## Vanggranit

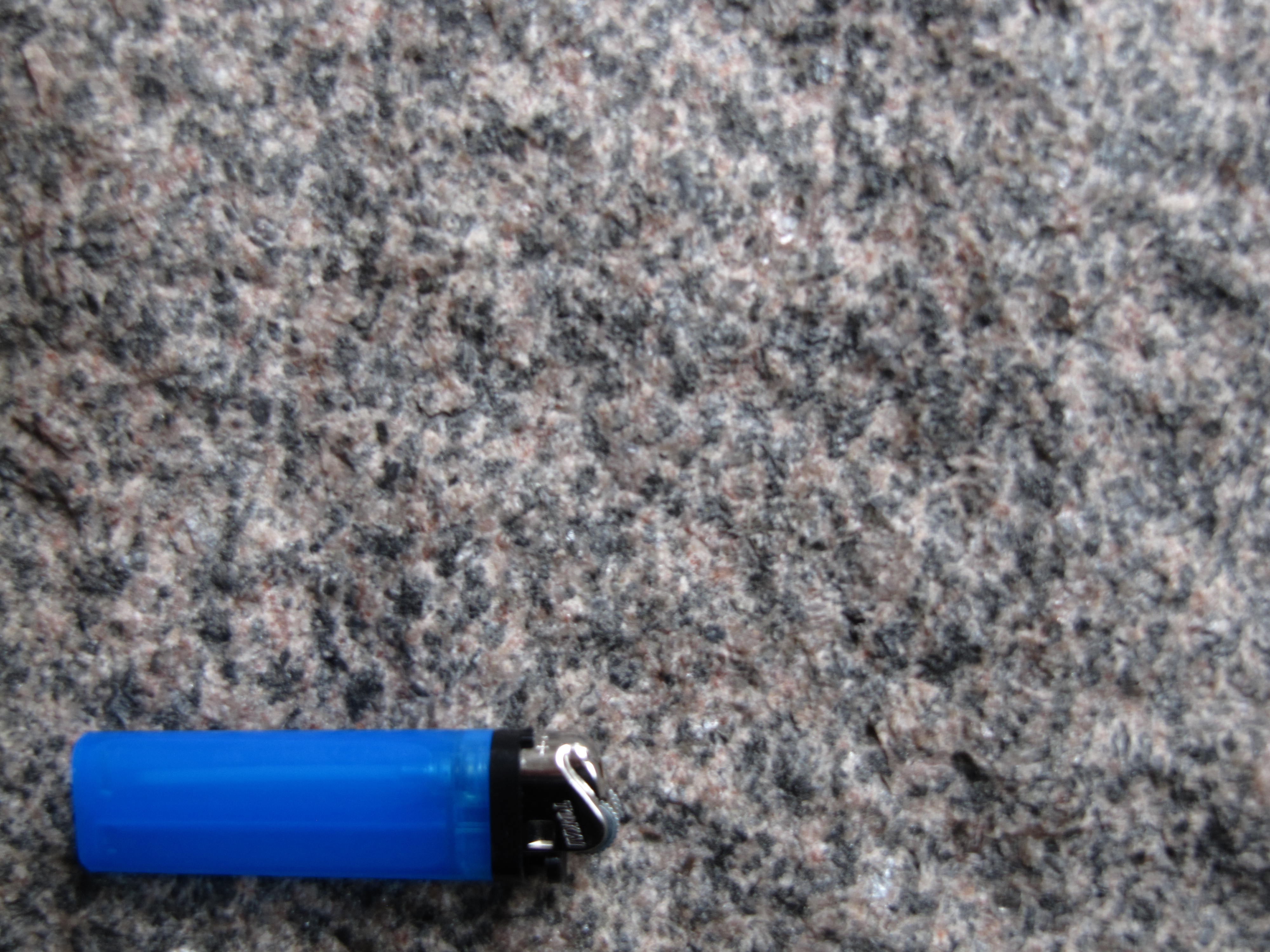
Vanggranit

Vanggranit är en grovkorning, rödgrå granit. Den finns i ett bälte mot nordväst.
Vanggranit har bland annat använts till Stormbron vid Christiansborg i Köpenhamn, samt till pirar och betongballast till Storabältsförbindelsen.

## Svanekegranit

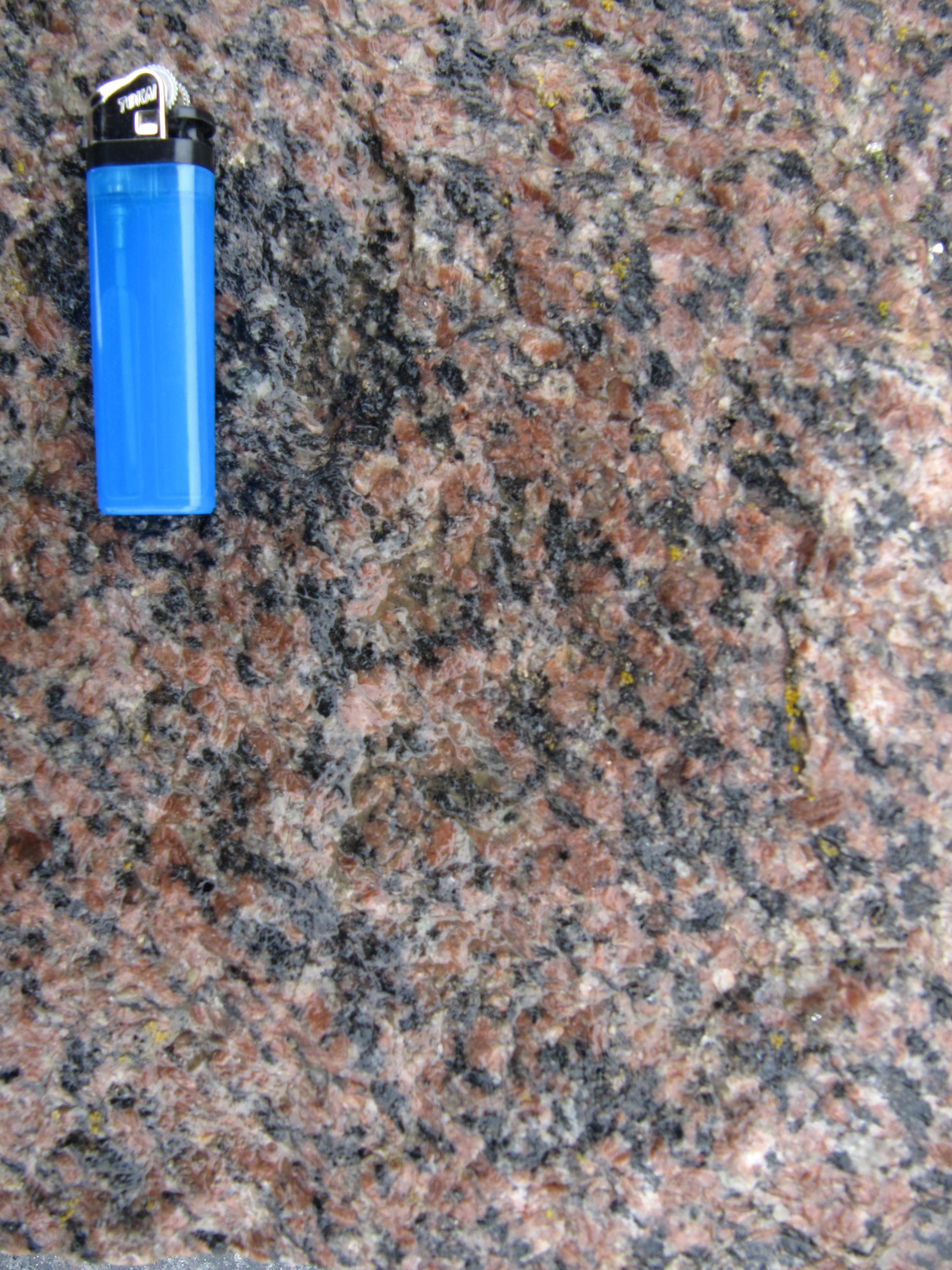
Svanekegranit

Svanekegranit är den mest grovkorniga av bornholmsgraniterna. Den har stora röda korn av fältspat. Den grovkorniga texturen gör att svanekegraniten lätt vittrar.

## Stenbrott i urval
- Moseløkke
- Paradisbakkerne
- Helletsgård
- Segen
- Klippeløkken
- Frederiks stenbrott, Nexø (sandsten)